# Protiletadlová raketová obrana Československa
Protiletadlová raketová obrana Československa začala být realizována na přelomu 50. a 60. let 20. století, kdy během studené války vznikaly první útvary protivzdušné obrany státu, které nahrazovaly stávající protiletadlové dělostřelecké jednotky Československé lidové armády. V průběhu dalších 30 let tak vznikl systém raketových základen v okolí Prahy, Brna, Ostravy a Bratislavy, které byly doplněny linií základen v západních Čechách.
První jednotky byly vyzbrojeny PLRK SA-75 Dvina, později byly používány PLRK S-75M Volchov, S-125 Něva a S-200 Vega. V 90. letech 20. století měly být dodávány PLRK S-300, kvůli sametové revoluci byl však dodán jediný komplet, který v roce 1993 při dělení Československa získalo Slovensko. Většina českých raketových jednotek protivzdušné obrany státu byla zrušena v průběhu 90. let 20. století. Po roce 2004 již nebyla využívána žádná z původních základen a protiletadlové raketové vojsko zůstalo přítomno v Armádě České republiky pouze jako 25. protiletadlový raketový pluk (v letech 2003–2013 brigáda). Základny protivzdušné obrany státu byly na Slovensku zrušeny v letech 2000 a 2001.

## Protivzdušná obrana státu

### Praha
Pro protivzdušnou obranu Praha byla od roku 1961 určena 71. protiletadlová raketová brigáda, která vznikla na základě 159. protiletadlového dělostřeleckého pluku, jenž začal být přezbrojován na rakety v roce 1959. Výstavba oddílů byla řešena etapově. Nejprve byly vytvořeny čtyři oddíly tvořící západní obranu Prahy, poté vznikly čtyři oddíly východně od Prahy. Následující etapa s dalšími osmi oddíly vytvořila kolem města druhý obranný kruh. Jako poslední byla vystavěna skupina Vega se třemi oddíly a poslední oddíl s kompletem S-300. V roce 1985 bylo velitelství přesunuto z Prahy do Drnova. Roku 1994 byla jednotka reorganizována na 41. protiletadlovou raketovou brigádu, která fungovala do roku 1999. V letech 2000–2003 zajišťovala obranu Prahy jako jediná zbývající 441. protiletadlová raketová skupina se sídlem v Dobříši.
| Útvar                             | Dislokace             | Umístění stanoviště       | Souřadnice stanoviště                | Doba existence | Výzbroj                                   | Poznámky                                                                                  |
| --------------------------------- | --------------------- | ------------------------- | ------------------------------------ | -------------- | ----------------------------------------- | ----------------------------------------------------------------------------------------- |
| 1. protiletadlový raketový oddíl  | Přestavlky u Roudnice | Nížebohy                  | 50°23′42″ s. š., 14°11′9,6″ v. d.    | 1959?–1993?    | do 1965 SA-75 Dvina od 1965 S-75M Volchov |                                                                                           |
| 2. protiletadlový raketový oddíl  | Kačice u Kladna       | Nová Studnice             | 50°10′30″ s. š., 13°58′19,2″ v. d.   | 1959?–1990?    | do 1965 SA-75 Dvina od 1965 S-75M Volchov |                                                                                           |
| 3. protiletadlový raketový oddíl  | Zdejcina u Berouna    | Stradonice                | 49°58′8,4″ s. š., 14°0′43,2″ v. d.   | 1959?–1993?    | do 1965 SA-75 Dvina od 1965 S-75M Volchov |                                                                                           |
| 4. protiletadlový raketový oddíl  | Stará Huť u Dobříše   | Pouště                    | 49°46′40,8″ s. š., 14°13′37,2″ v. d. | 1959?–1993?    | do 1965 SA-75 Dvina od 1965 S-75M Volchov |                                                                                           |
| 5. protiletadlový raketový oddíl  | Buková Lhota          | Buková Lhota              | 49°49′22,8″ s. š., 14°39′3,6″ v. d.  | po 1961–1993?  | do 1965 SA-75 Dvina od 1965 S-75M Volchov |                                                                                           |
| 6. protiletadlový raketový oddíl  | Přehvozdí             | Kostelec nad Černými lesy | 50°1′33,6″ s. š., 14°51′28,8″ v. d.  | po 1961–1993?  | do 1965 SA-75 Dvina od 1965 S-75M Volchov |                                                                                           |
| 7. protiletadlový raketový oddíl  | Vlkava                | Vlkava                    | 50°16′58,8″ s. š., 14°58′55,2″ v. d. | po 1961–1993?  | do 1965 SA-75 Dvina od 1965 S-75M Volchov |                                                                                           |
| 8. protiletadlový raketový oddíl  | Byšice                | Byšice, Vysoká Libeň      | 50°20′27,6″ s. š., 14°37′51,6″ v. d. | po 1961–1989   | do 1965 SA-75 Dvina od 1965 S-75M Volchov |                                                                                           |
| 9. protiletadlový raketový oddíl  | Miškovice             | Miškovice                 | 50°9′25,2″ s. š., 14°33′10,8″ v. d.  | po 1973–1993?  | S-125 Něva                                |                                                                                           |
| 10. protiletadlový raketový oddíl | Jeneč                 | Hostivice                 | 50°4′8,4″ s. š., 14°12′25,2″ v. d.   | po 1973–1993?  | S-125 Něva                                |                                                                                           |
| 11. protiletadlový raketový oddíl | Točná                 | Točná                     | 49°58′33,6″ s. š., 14°25′19,2″ v. d. | po 1973–1993?  | S-125 Něva                                | viz Palebné postavení – baterie Točná                                                     |
| 12. protiletadlový raketový oddíl | Velké Přílepy         | Úholičky, Velké Přílepy   | 50°10′22,8″ s. š., 14°19′26,4″ v. d. | po 1973–1993?  | S-125 Něva                                |                                                                                           |
| 13. protiletadlový raketový oddíl | Přelíc                | Přelíc                    | 50°12′46,8″ s. š., 14°2′16,8″ v. d.  | po 1973–1999   | S-125 Něva                                |                                                                                           |
| 14. protiletadlový raketový oddíl | Bratronice            | Bratronice                | 50°3′32,4″ s. š., 14°0′39,6″ v. d.   | po 1973–1993?  | S-125 Něva                                |                                                                                           |
| 15. protiletadlový raketový oddíl | Mořina                | Kozolupy                  | 49°57′54″ s. š., 14°11′34,8″ v. d.   | po 1973–1993?  | S-125 Něva                                |                                                                                           |
| 16. protiletadlový raketový oddíl | Mníšek pod Brdy       | Mníšek pod Brdy           | 49°50′42″ s. š., 14°15′50,4″ v. d.   | po 1973–1993?  | S-125 Něva                                |                                                                                           |
| 17. protiletadlový raketový oddíl | Dobříš                | Dobříš                    | 49°51′3,6″ s. š., 14°9′54″ v. d.     | 1985–1993?     | S-200 Vega                                | součást Protiletadlové raketové skupiny Vega, viz Protiletadlová raketová základna Dobříš |
| 18. protiletadlový raketový oddíl | Dobříš                | Dobříš                    | 49°51′3,6″ s. š., 14°9′54″ v. d.     | 1985–1993?     | S-200 Vega                                | součást Protiletadlové raketové skupiny Vega                                              |
| 19. protiletadlový raketový oddíl | Dobříš                | Dobříš                    | 49°51′3,6″ s. š., 14°9′54″ v. d.     | 1985–1993?     | S-200 Vega                                | součást Protiletadlové raketové skupiny Vega                                              |
| 20. protiletadlový raketový oddíl | Kačice                | Nová Studnice             | 50°10′30″ s. š., 13°58′19,2″ v. d.   | 1990–1992      | S-300                                     |                                                                                           |
| I. technický oddíl                | Chyňava u Berouna     | Chyňava                   | 50°1′19,2″ s. š., 14°3′0″ v. d.      | 1959?–?        | —                                         |                                                                                           |
| II. technický oddíl               | Stará Boleslav        |                           |                                      | po 1961–?      | —                                         |                                                                                           |
| III. technický oddíl              | Dobříš                |                           |                                      | 1985–?         | —                                         |                                                                                           |

| Útvar                                     | Dislokace | Souřadnice stanoviště               | Výzbroj       |
| ----------------------------------------- | --------- | ----------------------------------- | ------------- |
| 1. protiletadlová raketová skupina Dobříš | Dobříš    | 49°51′3,6″ s. š., 14°9′54″ v. d.    | S-75M Volchov |
| 2. protiletadlová raketová skupina Dobříš | Dobříš    | 49°51′3,6″ s. š., 14°9′54″ v. d.    | S-125 Něva    |
| 3. protiletadlová raketová skupina Přelíc | Přelíc    | 50°12′46,8″ s. š., 14°2′16,8″ v. d. | S-125 Něva    |
| 4. protiletadlová raketová skupina Drnov  | Drnov     | 50°13′44,4″ s. š., 14°9′14,4″ v. d. | S-125 Něva    |

### Západní Čechy
Pro protivzdušnou obranu západních Čech byla od roku 1962 určena 185. protiletadlová raketová brigáda (se sídlem velitelství v Kralovicích, původně do roku 1963 v Dobřanech), která vznikla na základě 185. protiletadlového dělostřeleckého pluku. Přezbrojení na rakety bylo ukončeno ve druhé polovině 60. let. Roku 1969 byla přejmenována na 185. protiletadlový raketový pluk. Postavení v západních Čechách bylo zrušeno počátkem 90. let 20. století. V roce 1993 byla totiž jednotka redislokována do sestavy 186. protiletadlové raketové brigády ve slovenském Pezinku, v rámci kterého fungovala do roku 1995.
| Útvar                            | Dislokace               | Umístění stanoviště                        | Souřadnice stanoviště                | Doba existence          | Výzbroj       | Poznámky               |
| -------------------------------- | ----------------------- | ------------------------------------------ | ------------------------------------ | ----------------------- | ------------- | ---------------------- |
| 1. protiletadlový raketový oddíl | Hora Svatého Šebestiána | Menhartice, Stráž, Hora Svatého Šebestiána | 50°30′50,4″ s. š., 13°16′33,6″ v. d. | 1962?–1985 / 1995       | S-75M Volchov | od roku 1993 v Pezinku |
| 2. protiletadlový raketový oddíl | Bochov                  | vojenský újezd Hradiště                    | 50°11′52,8″ s. š., 13°4′15,6″ v. d.  | 1962?–kolem 1990 / 1995 | S-75M Volchov | od roku 1993 v Pezinku |
| 3. protiletadlový raketový oddíl | Pernarec                | Pernarec                                   | 49°51′18″ s. š., 13°4′51,6″ v. d.    | 1962?–1995              | S-75M Volchov | od roku 1993 v Pezinku |
| 4. protiletadlový raketový oddíl | Přeštice                | Dolní Lukavice, Horní Lukavice             | 49°36′18″ s. š., 13°18′32,4″ v. d.   | 1962?–1994              | S-75M Volchov | od roku 1993 v Pezinku |
| 5. protiletadlový raketový oddíl | Nové Mitrovice          | Chynín, Čížkov                             | 49°33′0″ s. š., 13°42′21,6″ v. d.    | 1962?–1994              | S-75M Volchov | od roku 1993 v Pezinku |
| technický oddíl                  | Hadačka u Kralovic      | Babina                                     | 49°57′25,2″ s. š., 13°26′20,4″ v. d. | 1962?–1995              | —             | od roku 1993 v Pezinku |

### Brno
Pro protivzdušnou obranu Brna byla od roku 1961 určena 76. protiletadlová raketová brigáda, která vznikla na základě 76. protiletadlové dělostřelecké brigády. Přezbrojení na rakety bylo ukončeno ve druhé polovině 60. let. Mezi lety 1969 a 1978 byla přejmenovaná na 76. protiletadlový raketový pluk. Roku 1994 byla jednotka reorganizována na 42. protiletadlovou raketovou brigádu, která fungovala do roku 1999. V letech 2000–2004 zajišťovala obranu Brna jako jediná zbývající 442. protiletadlová raketová skupina se sídlem v Rapoticích.
Kasárna se nacházela v Brně-Řečkovicích (ulice Terezy Novákové), kde bylo i mírové velitelské stanoviště. Válečné velitelské stanoviště 76. brigády, společné s 61. radiotechnickým praporem, se nacházelo na Staré hoře u Újezdu u Brna (v letech 1986–1990, kdy byla prováděna přestavba tohoto objektu, bylo velitelské stanoviště dislokováno u Brna-Tuřan).
| Útvar                             | Dislokace            | Umístění stanoviště               | Souřadnice stanoviště                | Doba existence | Výzbroj                                   | Poznámky                                     |
| --------------------------------- | -------------------- | --------------------------------- | ------------------------------------ | -------------- | ----------------------------------------- | -------------------------------------------- |
| 1. protiletadlový raketový oddíl  | Unín (Rohozec)       | Hluboké Dvory, Unín               | 49°23′27,6″ s. š., 16°30′14,4″ v. d. | 1961?–1988     | SA-75 Dvina                               |                                              |
| 2. protiletadlový raketový oddíl  | Ketkovice            | Ketkovice                         | 49°9′36″ s. š., 16°14′49,2″ v. d.    | 1961?–1999?    | do 1985 SA-75 Dvina od 1985 S-75M Volchov | od roku 1994 dislokace v Rapoticích          |
| 3. protiletadlový raketový oddíl  | Přibice (Vranovice)  | Ivaň                              | 48°57′10,8″ s. š., 16°35′9,6″ v. d.  | 1961?–1999?    | do 1985 SA-75 Dvina od 1985 S-75M Volchov | od roku 1994 dislokace v Rapoticích          |
| 4. protiletadlový raketový oddíl  | Nížkovice (Kobeřice) | Žarošice                          | 49°4′51,6″ s. š., 16°57′36″ v. d.    | 1961?–1990     | SA-75 Dvina                               |                                              |
| 5. protiletadlový raketový oddíl  | Brno-Líšeň           | Horákov, Podolí                   | 49°12′21,6″ s. š., 16°43′33,6″ v. d. | 1978–1999?     | S-125 Něva                                | od roku 1994 dislokace v Sokolnicích         |
| 6. protiletadlový raketový oddíl  | Sokolnice            | Sokolnice                         | 49°7′15,6″ s. š., 16°42′57,6″ v. d.  | 1978–1999?     | S-125 Něva                                |                                              |
| 7. protiletadlový raketový oddíl  | Ořechov              | Ořechov                           | 49°6′18″ s. š., 16°32′31,2″ v. d.    | 1978–1999?     | S-125 Něva                                |                                              |
| 8. protiletadlový raketový oddíl  | Omice                | Omice                             | 49°10′51,6″ s. š., 16°26′34,8″ v. d. | 1978–1999?     | S-125 Něva                                | od roku 1994 dislokace v Ořechově            |
| 9. protiletadlový raketový oddíl  | Rapotice             | Rapotice, Zbraslav, Lesní Jakubov | 49°12′18″ s. š., 16°16′4,8″ v. d.    | 1989–2004      | S-200 Vega                                | součást Protiletadlové raketové skupiny Vega |
| 10. protiletadlový raketový oddíl | Rapotice             | Rapotice, Zbraslav, Lesní Jakubov | 49°12′18″ s. š., 16°16′4,8″ v. d.    | 1989–2004      | S-200 Vega                                | součást Protiletadlové raketové skupiny Vega |
| technický oddíl                   | Neslovice            | Neslovice, Ivančice               | 49°7′37,2″ s. š., 16°23′49,2″ v. d.  | 1961?–2004?    | —                                         |                                              |
| technický oddíl                   | Rapotice             | Rapotice, Zbraslav, Lesní Jakubov | 49°12′18″ s. š., 16°16′4,8″ v. d.    | 1989–1993?     | —                                         | součást Protiletadlové raketové skupiny Vega |

| Útvar                                        | Dislokace | Výzbroj       | Oddíly        |
| -------------------------------------------- | --------- | ------------- | ------------- |
| 1. protiletadlová raketová skupina Rosice    | Rapotice  | S-200 Vega    | 9. a 10. plro |
| 2. protiletadlová raketová skupina Rosice    | Rapotice  | S-75M Volchov | 2. a 3. plro  |
| 3. protiletadlová raketová skupina Sokolnice | Sokolnice | S-125 Něva    | 5. a 6. plro  |
| 4. protiletadlová raketová skupina Ořechov   | Ořechov   | S-125 Něva    | 7. a 8. plro  |
| technický oddíl                              | Neslovice | —             | —             |

### Ostrava
Pro protivzdušnou obranu Ostravy byla od roku 1961 určena 77. protiletadlová raketová brigáda, která vznikla na základě 77. protiletadlové dělostřelecké brigády. Přezbrojení na rakety bylo ukončeno ve druhé polovině 60. let. Roku 1969 byla přejmenována na 77. protiletadlový raketový pluk. Roku 1994 byla jednotka reorganizována na 43. protiletadlový raketový pluk, který fungoval do roku 1999. V letech 2000–2003 zajišťovala obranu Ostravy jako jediná zbývající 443. protiletadlová raketová skupina se sídlem v Frýdku-Místku.
| Útvar                            | Dislokace                | Umístění stanoviště             | Souřadnice stanoviště                | Doba existence | Výzbroj                                                         | Poznámky         |
| -------------------------------- | ------------------------ | ------------------------------- | ------------------------------------ | -------------- | --------------------------------------------------------------- | ---------------- |
| 1. protiletadlový raketový oddíl | Oldřišov u Opavy         | Služovice                       | 49°59′34,8″ s. š., 18°0′14,4″ v. d.  | 1961?–2003?    | do 2. pol. 80. let SA-75 Dvina od 2. pol. 80. let S-75M Volchov |                  |
| 2. protiletadlový raketový oddíl | Březová u Vítkova        | Leskovec, Lukavec               | 49°46′44,4″ s. š., 17°54′50,4″ v. d. | 1961?–2003?    | do 2. pol. 80. let SA-75 Dvina od 2. pol. 80. let S-75M Volchov |                  |
| 3. protiletadlový raketový oddíl | Hukovice u Nového Jičína | Hukovice, Šenov u Nového Jičína | 49°38′6″ s. š., 18°2′24″ v. d.       | 1961?–2003?    | do 2. pol. 80. let SA-75 Dvina od 2. pol. 80. let S-75M Volchov |                  |
| 4. protiletadlový raketový oddíl | Frýdek-Místek            | Panské Nové Dvory, Dobrá        | 49°41′24″ s. š., 18°23′56,4″ v. d.   | 1961?–1990     | SA-75 Dvina                                                     |                  |
| 5. protiletadlový raketový oddíl | Karviná                  | Ráj                             | 49°51′50,4″ s. š., 18°35′9,6″ v. d.  | 1961?–1974     | SA-75 Dvina                                                     | předán 186. plrp |
| technický oddíl                  | Frýdek-Místek            | Místek                          | 49°39′21,6″ s. š., 18°20′13,2″ v. d. | 1961?–1993?    | —                                                               |                  |

### Bratislava
Pro protivzdušnou obranu Bratislavy byl od roku 1962 určen 186. protiletadlový raketový pluk (se sídlem velitelství v Pezinku), který vznikl na základě 186. protiletadlového pluku. Přezbrojení na rakety bylo ukončeno ve druhé polovině 60. let. Roku 1978 byl reorganizován na 186. protiletadlovou raketovou brigádu. Roku 1995 byla jednotka přejmenována na 37. protiletadlovou raketovou brigádu, která fungovala do roku 2001.
| Útvar                            | Dislokace       | Umístění stanoviště        | Souřadnice stanoviště                | Doba existence | Výzbroj                                             | Poznámky           |
| -------------------------------- | --------------- | -------------------------- | ------------------------------------ | -------------- | --------------------------------------------------- | ------------------ |
| 1. protiletadlový raketový oddíl | Lozorno         | Lozorno                    | 48°19′55,2″ s. š., 17°3′46,8″ v. d.  | 1962–2000      | do 1984/1985 SA-75 Dvina od 1984/1985 S-75M Volchov |                    |
| 2. protiletadlový raketový oddíl | Pezinok         | Pezinok?                   | ?                                    | 1962–1979      | do 1984/1985 SA-75 Dvina od 1984/1985 S-75M Volchov |                    |
| 2. protiletadlový raketový oddíl | Senec           | Senec                      | 48°14′9,6″ s. š., 17°23′2,4″ v. d.   | 1979–2001      | do 1984/1985 SA-75 Dvina od 1984/1985 S-75M Volchov |                    |
| 3. protiletadlový raketový oddíl | Rohovce         | Rohovce                    | 47°59′2,4″ s. š., 17°25′33,6″ v. d.  | 1962–2001      | do 1984/1985 SA-75 Dvina od 1984/1985 S-75M Volchov |                    |
| 4. protiletadlový raketový oddíl | Dunajská Lužná  | Dunajská Lužná             | 48°4′15,6″ s. š., 17°13′30″ v. d.    | 1974–2001      | do 1984/1985 SA-75 Dvina od 1984/1985 S-75M Volchov | předán ze 77. plrp |
| 5. protiletadlový raketový oddíl | Stupava         | Stupava, Záhorská Bystrica | 48°15′28,8″ s. š., 16°58′51,6″ v. d. | 1977–2000      | S-125 Něva                                          |                    |
| 6. protiletadlový raketový oddíl | Devínska Kobyla | Devínska Nová Ves, Devín   | 48°11′27,6″ s. š., 16°59′42″ v. d.   | 1977–2001      | S-125 Něva                                          |                    |
| 7. protiletadlový raketový oddíl | Rusovce         | Rusovce                    | 48°3′3,6″ s. š., 17°7′48″ v. d.      | 1978–2001      | S-125 Něva                                          |                    |
| 8. protiletadlový raketový oddíl | Most na Ostrove | Most pri Bratislave        | 48°7′48″ s. š., 17°16′19,2″ v. d.    | 1978–2000      | S-125 Něva                                          |                    |
| technický oddíl                  | Viničné         | Veľké Šenkvice             | 48°16′44,4″ s. š., 17°19′30″ v. d.   | 1962–2001      | —                                                   |                    |

## Vojsková protivzdušná obrana
Hlavní výzbroj těchto jednotek tvořily PLRK 2K12 Kub.
V roce 1975 vznikl na základě 171. protiletadlového dělostřeleckého pluku 171. protiletadlový raketový pluk, který byl dislokován v Rožmitálu pod Třemšínem. Během první poloviny 90. let 20. století byl převeden do systému protivzdušné obrany státu a v roce 1994 byl reorganizován na 44. protiletadlový raketový pluk.
V roce 1975 vznikl na základě 251. protiletadlového dělostřeleckého pluku 251. protiletadlový raketový pluk, který byl dislokován v Kroměříži. Během první poloviny 90. let 20. století byl převeden do systému protivzdušné obrany státu a v roce 1994 byl reorganizován na 45. protiletadlový raketový pluk.
V 80. letech 20. století vznikl na základě 9. protiletadlového pluku 9. protiletadlový raketový pluk, který byl dislokován ve Strakonicích. Během první poloviny 90. let 20. století byl převeden do systému protivzdušné obrany státu a v roce 1994 byl reorganizován na 46. protiletadlový raketový pluk.